# Chaptalia
Chaptalia é um género botânico pertencente à família Asteraceae.
A espécie mais comum no Brasil é a Chaptalia nutans, nativa das Américas, popularmente conhecida como língua-de-vaca, tapira, buglossa ou costa-branca. Invasora de hortas, gramados e pastagens, possui pilosidade esbranquiçada na face inferior e atinge no máximo 0,4 m de altura. Muito difundida como planta medicinal, usada como diurético, cicatrizante, para baixar a febre e contra cistite. Toda a planta é utilizada. Seus princípios ativos são: taninos, flavonóides, mucilagem e óleo essencial.